# 宮崎県立都城工業高等学校
宮崎県立都城工業高等学校（みやざきけんりつみやこのじょうこうぎょうこうとうがっこう, 英: Miyazaki Prefectural Miyakonojo Technical High School）は、宮崎県都城市五十町に所在する公立の工業高等学校。略称「都工」（とこう）。

## 概要
歴史
1944年（昭和19年）創立の「宮崎県立都城工業学校」（実業学校）を前身とする。1948年（昭和23年）の学制改革により総合制の新制高等学校「宮崎県立都城都島高等学校」が発足。その後の再編で農業課程が設置される。1961年（昭和36年）に工業課程が分離し、「宮崎県立都城工業学校」（現校名）として独立した。2024年（令和6年）に創立80周年を迎えた。
設置課程・学科
全日制課程 6学科
- 機械科
- 情報制御システム科
- 電気科
- 建設システム科
- 化学工業科
- インテリア科

校訓
「自律・友愛・創造」
校章
都城都島高等学校から工業課程が分離・独立した1961年（昭和36年）に校章が公募され、当時電気科の生徒の作品が採用された。2枚の羽根を組み合わせたもので、文字は入らない。
校歌
1961年（昭和36年）に制定。作詞は土持綱之、作曲は尾薗成穂による。歌詞は3番まであり、各番に校名の「工業」が登場する。
校歌とは別に「都工賛歌」がある。1984年（昭和59年）に創立40周年を記念して制定。作詞は藤代信明（当時の在校生）、作曲は椎屋廣二（都城都島高校時代の卒業生）による。歌詞は3番まである。
同窓会
「都工同窓会」と称している。

## 沿革
旧制工業学校時代
- 1944年（昭和19年）4月1日 - 教育ニ関スル戦時非常措置方策により、宮崎県立都城商業学校に「宮崎県立都城工業学校」が併置される。
  - 全国的に男子商業学校の整理縮小が行われ、宮崎県立都城商業学校においては、工業学校に転換されることとなる。
  - 工業系4学科（機械・建築・土木・航空機）が設置される。
  - 入学資格を国民学校初等科を修了した12歳以上の男子、修業年限を4年（現在の中1から高1に相当）とする。
  - 商業学校1・2年修了者は工業学校の学科に転科。商業学校3年修了者が卒業するまでの間、商業学校は工業学校と併置される形で存続されることとなる。
- 1946年（昭和21年）
  - 4月1日 - 修業年限が5年となる（ただし4年修了時点で卒業することもできた）。
    - 航空機科が廃止され、木材工業科を設置。
    - 商業学校の募集が再開され、工業科に転科を余儀なくされた生徒は希望により商業科に戻ることができた。

  - 9月1日 - 都城連隊跡に移転。
- 1947年（昭和22年）4月1日 - 学制改革（六・三制の実施）が行われる。
  - 工業学校としての募集を停止。
  - 新制中学校を併設し（以下・併設中学校）、工業学校1・2年修了者を新制中学校2・3年生として収容。
  - 併設中学校は経過措置としてあくまで暫定的に設置されたため、新たに生徒募集は行われず、在校生が2・3年生のみの中学校であった。
  - 工業学校3・4年修了者（商業科に戻らなかった生徒）はそのまま工業学校4・5年生として在籍した（ただし4年修了時点で卒業することもできた）。
- 1948年（昭和23年）3月31日 - 学制改革により、旧制工業学校が閉校。

旧制・都城女子商業学校
- 1944年（昭和19年）4月1日 - 北原町に「都城市立都城女子商業学校」が設置される。
  - 教育ニ関スル戦時非常措置方策により宮崎県立都城商業学校の募集が停止されたため、
  - 第一部（入学資格:国民学校初等科修了、修業年限:4年）と第二部（入学資格:国民学校高等科修了、修業年限:2年）を設置。
- 1946年（昭和21年）
  - 4月1日 - 第一部の修業年限を5年、第二部の修業年限を3年とする。
  - 9月 - 鷹尾町の旧兵舎内に移転。
- 1947年（昭和22年）4月1日 - 学制改革が行われる。
  - 女子商業学校の募集を停止。
  - 新制中学校を併設し（以下・併設中学校）、女子商業学校1・2年修了者を併設中学3・4年生として収容。
  - 女子商業学校3年修了者はそのまま女子商業学校4年生として在籍。
- 1948年（昭和23年）3月31日 - 学制改革により、旧制女子商業学校が閉校。

新制・都城都島高等学校時代
- 1948年（昭和23年）
  - 4月1日 - 学制改革により都城市内の公立旧制中等教育学校2校が統合され、新制高等学校「宮崎県立都城都島高等学校」が発足。
    - 公立旧制中等学校2校 - 宮崎県立都城工業学校・都城市立都城女子商業学校
    - 通常制（後の全日制課程）工業課程・商業課程・普通課程、定時制農業課程・工業課程・商業課程・家庭課程を設置。
    - 旧制中等学校卒業者（5年修了者）を新制高校3年生、旧制中等学校4年修了者を新制高校2年生、併設中学校卒業者（3年修了者）を新制高校1年生として収容。
    - 併設中学校は新制高校に継承され「宮崎県立都城都島高等学校 併設中学校」と称し、1946年（昭和21年）に旧制中等学校へ最後に入学した3年生のみとなる。

  - 11月 - 定時制山之口分校（農業課程・家庭課程）を設置。
- 1949年（昭和24年）
  - 3月31日 - 併設中学校を廃止。
  - 8月31日 - 校歌（旧校歌）を制定。
- 1950年（昭和25年）4月1日 - 宮崎県立都城泉ヶ丘高等学校から農業課程と高城分校（通常制普通課程・定時制農業課程・家庭課程）が移管される。
  - 農業課程を「北校舎」、高城分校を「高城校舎」とする。高城校舎に通常制農業課程と家庭課程被服科を設置。
- 1951年（昭和26年）4月30日 - 警察予備隊の設置により、農業課程のある北校舎[1]に移転。
- 1952年（昭和27年）4月1日 - 高城校舎の通常制農業課程の募集を停止。
- 1955年（昭和30年）4月1日 - 高城校舎が分離し宮崎県立高城高等学校として独立。
- 1959年（昭和34年）4月1日 - 普通課程の学級数を2クラス減じる。電気科（1クラス）を設置。

新制・都城工業高等学校
- 1961年（昭和36年）4月1日 - 都城都島高等学校から工業課程が分離し、「宮崎県立都城工業高等学校」（現校名）に改称。
  - 機械科・電気科を1クラスずつ増設。校歌（現校歌）を制定。
  - 工業課程の分離した後の都城都島高等学校は1965年（昭和40年）に宮崎県立都城農業高等学校となった。
- 1962年（昭和37年）1月16日 - 現在地に校舎が完成し移転を完了。
- 1963年（昭和38年）4月1日 - 木材工業科を工芸科に改称。
- 1964年（昭和39年）4月1日 - 化学工学科を設置。
- 1965年（昭和40年）12月 - 体育館が完成。
- 1969年（昭和44年）3月 - 格技室が完成。
- 1973年（昭和48年）
  - 3月 - プールが完成。
  - 4月1日 - 工芸科をインテリア科に改称。
- 1980年（昭和55年）4月1日 - 図書館が完成。
- 1984年（昭和59年）10月 - 創立40周年を記念して「都工賛歌」を制定。
- 1985年（昭和60年）
  - 2月 - 同窓会館「都工会館」が完成。
  - 3月 - 機械科棟が完成。
- 1986年（昭和61年）3月 - インテリア科と土木科の実習棟が完成。
- 1988年（昭和63年）3月 - 建築科棟が完成。
- 1990年（平成2年）3月 - 特別教室棟が完成。
- 1991年（平成3年）4月 -  文部省より研究推進校の指定を受ける。
- 1992年（平成4年）2月 - 正門を改築。
- 1996年（平成8年）
  - 3月 - グラウンドの改修を行う。
  - 4月 - 化学工学科を化学工業科に改称。
- 1997年（平成9年）4月1日 - 電気科（2学級）のうちの1学級を情報技術科に改編。
- 2000年（平成12年）3月 - 弓道場が完成。
- 2002年（平成14年）
  - 4月1日 - 建築科と土木科を統合し建築システム科に改編。
  - 7月1日 - アジサイを校花に制定。
- 2004年（平成16年）7月15日 - 管理棟が完成。
- 2005年（平成17年）4月1日 - 機械科のうちの1学級と情報技術科を統合し情報制御システム科に改編した。
- 2008年（平成20年）3月 - 体育館を改修。

## 部活動
運動部
- バレーボール部 - 2009年（平成21年）春高バレーで優勝。
- 陸上部
- バスケットボール部
- 卓球部
- ソフトテニス部
- テニス部（硬式）
- サッカー部
- ラグビー部
- ソフトボール部
- ハンドボール部
- 山岳部
- 剣道部
- 弓道部
- 自転車競技部
- 少林寺拳法部
- 野球部
- あじさい部（水泳・バドミントン）

文化部
- 美術部
- 吹奏楽部
- 放送部
- 国際ボランティア部
- 家庭クラブ

技術部
- 機械技術部
- 電気技術部
- 制御技術部
- 建設技術部
- 化学技術部
- インテリア技術部
- ロボット競技部

## 学校行事
3学期制
1学期
- 8月 - 都工展、都工合格勝カレー会

2学期
- 9月 - 体育大会
- 12月 - 都工祭（文化祭）

3学期

## 著名な出身者
- 大田原隆太（プロ野球選手、元福岡ソフトバンクホークス、宮崎県警察警察官）
- 黒原祐二（プロ野球選手、元西武ライオンズ）
- 南牟礼豊蔵（プロ野球選手、元阪神タイガース）
- 黒葛原淳一（バレーボール選手、JFEスチール四国支社支社長）
- 黒葛原浩二（英語版）（バレーボール選手・指導者）
- 宮路一昭（ギタリスト、作曲家、編曲家、音楽プロデューサー）
- 津曲勝利（サントリーサンバーズ）
- 蕨野友也（俳優）
- 中川カ〜ル（漫画家）
- 五位塚剛（元鹿児島県曽於市長）

## 交通
最寄りの鉄道駅
JR九州 日豊本線「五十市駅」
最寄りのバス停
宮崎交通 「工業高校前」バス停
最寄りの幹線道路
宮崎県道・鹿児島県道2号都城隼人線

## 周辺
五十市の読みは「いそいち」
- 都城市立五十市中学校
- 都城市立五十市小学校
- 都城市五十市地区公民館
- いそいち製帽所
- ニシムタ
- コスモス
- 都工会館
- auショップ